# Joaquim Vítor da Silva
Joaquim Vítor da Silva war ein Oberst der brasilianischen Guarda Nacional, Inhaber einer Kautschukplantage und Beteiligter der Acreanischen Revolution, aus der nach dem Vertrag von Petrópolis das Territorium und der Bundesstaat Acre hervorging.
Unter Luis Gálvez Rodríguez de Arias, der 1899 die Republik Acre, den Estado Independente do Acre ausgerufen hatte, war er zunächst Vizepräsident unter Luis Gálvez in dessen zweiter Präsidentschaft und vom 15. März 1900 bis zur Wiedereingliederung des Landes nach Bolivien am 25. April 1900 Präsident der Provisorischen Regierung.